# Paleografia greca
La paleografia greca è la disciplina che studia la storia della scrittura greca, dalle origini (VIII secolo a.C.) all'epoca della stampa (XVI secolo d.C.). Essa ha lo scopo di analizzare - a livello grafico, cronologico e geografico - i testi manoscritti in lingua greca (per valutare come, quando e dove sono stati vergati), e di permetterne la lettura. Complementari alla paleografia greca sono l'epigrafia greca e la papirologia.  

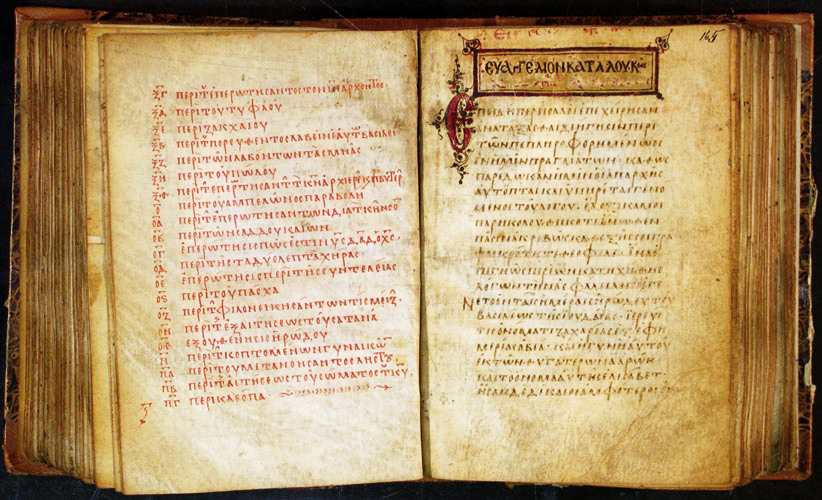
Codex Petropolitanus (Biblioteca Nazionale Russa, San Pietroburgo), incipit del Vangelo secondo Luca

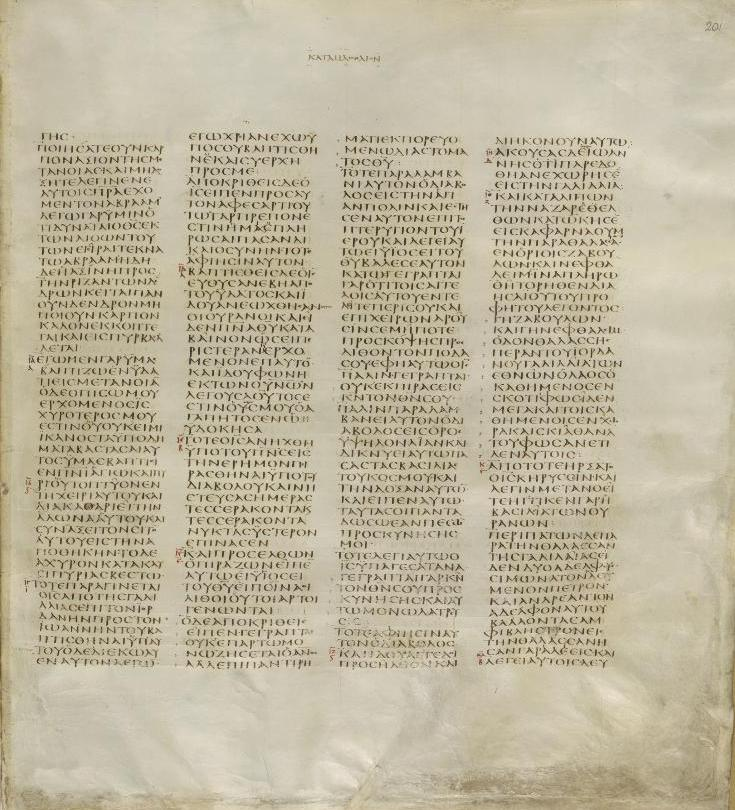
Codex Sinaiticus (British Library, Londra), testo del Vangelo secondo Matteo

Benché sia molto complesso classificare le scritture greche e ricondurle a specifici stili (soprattutto per quanto concerne le minuscole), si possono individuare, tra le altre, le seguenti scritture librarie: 
- Maiuscole di età antica, arcaica e classica (VIII-IV sec. a.C.)
- Maiuscole di età tardoantica, ellenistica e romana (IV sec. a.C. - III sec. d.C.)
- Maiuscole di età bizantina (IV-X sec. d.C.): fino al "metacaratterismo" di epoca macedone (ovvero la trascrizione dei codici dalla grafia maiuscola alla grafia minuscola) 
  - Maiuscola biblica
  - Maiuscola alessandrina
  - Maiuscola ogivale (inclinata e diritta)
  - Maiuscola liturgica
- Minuscole di età bizantina (VIII-XV sec. d.C.): dal modello rigido al modello sciolto, calligrafiche e corsiveggianti, costantinopolitane e provinciali
  - Minuscola studita
  - Minuscola della "Collezione filosofica"
  - Minuscola "Bouletée"
  - Minuscola "Perlschrift"
  - Minuscola "Fettaugen"
  - Minuscola paleologa
  - Minuscole moderno-erudite
  - Minuscole tradizionali-arcaizzanti
- Minuscole post-bizantine e umanistiche (XVI sec. d.C.)

La paleografia greca, oltre ad essere materia di specifici corsi universitari, viene studiata presso la Scuola vaticana di paleografia, diplomatica e archivistica dell'Archivio Segreto Vaticano, dove ha insegnato per numerosi decenni mons. Paul Canart, tra i massimi esperti di scrittura greca a livello mondiale.